# کیانا تام
کیانا تام (انگلیسی: Kiana Tom؛ زادهٔ ۱۴ مارس ۱۹۶۵) یک هنرپیشه اهل ایالات متحده آمریکا است.
از فیلم‌ها یا برنامه‌های تلویزیونی که وی در آن نقش داشته است می‌توان به سرباز جهانی: بازگشت اشاره کرد.